# To skal man være
|  | Denne artikel er oprettet af botten Steenthbot ud fra en ekstern database. Den kan derfor have sproglige fejl eller mangler. Denne skabelon kan fjernes efter kontrol af indholdet. |

To skal man være er en dansk dokumentarfilm fra 1978 instrueret af Werner Hedman og efter manuskript af Ulrik Duurloo, Werner Hedman og Børge Mariager.

## Handling
Om knallerter på cykelstien.